# キバナオウギ
キバナオウギ（黄花黄耆）とはマメ科ゲンゲ属の多年生の高山植物。学名Astragalus membranaceus。本州中部以北と北海道、中国、朝鮮半島の亜高山帯から高山帯にかけての草地・砂礫地に分布する。花期は7～8月頃で淡黄色の蝶形花を咲かせる。中国、朝鮮半島では、生薬として使用される。

## 生薬
本種または同属のナイモウオウギ（A. mongholicus）の根は黄耆（オウギ）という生薬である（日本薬局方に収録）。
本薬中の有効成分はフラボノイド・サポニン・γ-アミノ酪酸（ギャバ、GABA）など。
黄耆には止汗、強壮、利尿作用、血圧降下等の作用がある。黄耆を含む漢方方剤は防已黄耆湯、桂枝加黄耆湯、黄耆建中湯、補中益気湯、十全大補湯、七物降下湯、帰脾湯、清暑益気湯、人参養栄湯、半夏白朮天麻湯などがある。

## ドラマの中で
- ドラマ『宮廷女官チャングムの誓い』第7話では、チャングムがキバナオウギの栽培に取り組むエピソードがある。